# 알렉산드라 킴
알렉산드라 페트로브나 킴(러시아어: Александра Петровна Ким, 1885년 2월 22일 ~ 1918년 9월 16일)은 제정 러시아와 소련의 고려인 사회주의자, 공산주의자였다.
연해주에 정착한 조선의 이주민 후손으로 러시아 사회주의 활동에 참여했으며, 1916년에 멘셰비키의 극단주의파인 볼셰비키에 가담하였다. 1917년에 러시아 공산당(소련 공산당의 전신)에 입당했으며, 러시아 내전 시기인 1918년에는 극동 지역 인민위원회의 외무위원장으로 임명되었다. 이 당시에 그녀는 연해주 일대에서 중요한 볼셰비키 지도자로 알려지게 된다. 그러나, 같은 해 9월 하바롭스크를 점령한 일본군과 러시아 백군에 의해 처형당하게 된다.
그녀는 러시아에서 일어난 사회주의·공산주의 활동에 열성적이었으며, 최초의 조선인 공산주의자로 알려져 있다. 고려공산당이 창당될 때부터 민족주의적 색체를 배격하였고, 프롤레타리아 국제주의의 시각으로 항일 활동을 했다는 점에서 조선의 공산주의 계열 항일 활동의 시초라고 할 수 있다.

## 서훈
- 대한민국 건국훈장 애국장 (2009년)